# Shallon Olsen
Shallon Jade Olsen (Vancouver, 10 luglio 2000) è una ginnasta canadese, vicecampionessa mondiale al volteggio nel 2018.

## Carriera junior
A livello juniores Shallon Olsen è stata quattro volte consecutive campionessa nazionale al volteggio dal 2011 al 2014 e tre volte campionessa individuale (dal 2011 al 2013). Si è confermata campionessa nazionale al volteggio anche ai suoi primi campionati canadesi senior disputati nel 2015.

## Carriera senior

### 2016
Nel 2016 ha cominciato a partecipare alle competizioni internazionali senior, vincendo ai Pacific Rim Championships svolti a Everett, negli Stati Uniti d'America, la medaglia d'oro al volteggio, l'argento nel concorso a squadre, e il bronzo al corpo libero. Poi è stata selezionata nella squadra canadese di ginnastica artistica impegnata alle Olimpiadi di Rio de Janeiro 2016, rappresentando all'età di 16 anni l'atleta canadese più giovane a partecipare a questa edizione dei Giochi. Nella gara olimpica a squadre è giunta nona con il Canada, non riuscendo a guadagnare l'accesso alla finale, che ha invece centrato al volteggio terminando in ottava posizione; ha gareggiato anche al corpo libero non riuscendo a superare le qualificazioni. 

### 2017-2018
A Montréal 2017 ha preso parte ai suoi primi campionati mondiali, ottenendo il settimo posto al volteggio. Lo stesso attrezzo le ha valso la medaglia d'argento ai successivi Mondiali di Doha 2018, dove è arrivata seconda dietro la statunitense Simone Biles e davanti alla messicana Alexa Moreno.

### 2019
Nel 2019 accede nuovamente alla finale mondiale al volteggio, concludendo la gara al quarto posto.

### 2021
A giugno viene scelta per rappresentare il Canada ai Giochi Olimpici, insieme a Brooklyn Moors, Elsabeth Black e Ava Stewart.
Il 25 luglio prende parte alle Qualifiche: il Canada non riesce a qualificarsi per la finale a squadre, ma individualmente Olsen si qualifica per la finale al volteggio.
Il 1º agosto partecipa alla finale al volteggio, concludendo al settimo posto.